# Tashi Dorje
Ne doit pas être confondu avec Dorje Tashi ou Qu Yuan.
Tashi Dorjé tibétain : བཀྲ་ཤིས་རྡོ་རྗེ, Wylie : bkra shis rdo rje (aussi connu sous son nom de scène chinois Qu Yuan) (né le 29 novembre 1966 à Chamdo) est un ténor tibétain formé à l'opéra italien. Il se produit en soliste avec Shen Yun Performing Arts sous son nom de scène.  
Après avoir obtenu un diplôme de médecine et pratiquer en tant que médecin au Tibet rural, il est auditionné pour rejoindre un groupe d'arts du spectacle. Il étudie le chant à Pékin, et devient soliste à l'Orchestre national de Chine. Dorje est allé ensuite à l'Europe, et a poursuivi sa formation avec des chanteurs d'opéra célèbres, y compris Eduardo Giménez et Carlo Bergonzi. Dorjé a chanté en Chine, en Espagne, en Grande-Bretagne, en Italie, en Suède et aux États-Unis, et a remporté un concours de chant à Paris, à Florence et à New York. Il parle le tibétain, le chinois, l'italien, l'espagnol et l'anglais.

## Jeunesse
Tashi Dorjé est né à Chamdo dans le Kham le 29 novembre 1966 sous la révolution culturelle. En 1975, il est un des plus de 500 enfants envoyés par le gouvernement à Pékin pour recevoir une éducation chinoise. Il est hébergé dans une famille chinoise qui lui interdit de parler le tibétain, ou de pratiquer sa tradition religieuse ou culturelle. À Pékin, Tashi Dorjé entend un enregistrement de contrebande de Luciano Pavarotti « O Sole Mio », qui l'a profondément influencé. Se souvenant de ce moment, Dorjé déclare avoir pensé : « voilà comment je veux chanter pour le reste de ma vie ".
Malgré sa passion pour les arts, les autorités ont décidé que Dorjé devait recevoir une formation médicale et est envoyé dans une école de médecine. À la fin de sa formation médicale, Dorjé est affecté à un village tibétain pour y établir une pratique médicale, mais n'a jamais renoncé à sa volonté de devenir un chanteur professionnel. Après plusieurs années, il est auditionné et est admis dans une troupe d'arts à Chamdo, sa ville natale. Plus tard, il étudie à Pékin et obtient un diplôme de maîtrise à l'Institut de musique vocale de recherche de Beijing en 1993. Il devient soliste à l'Orchestre national de Chine.

## Carrière
En 1997, Dorje est allé en Espagne pour participer au Concours International de Chant Francisco Viñas. En 1998, il a commencé à étudier avec María Soler et Eduardo Giménez au Conservatoire supérieur de musique du Liceu de Barcelone. Il a ensuite été formé par Carlo Bergonzi à Buseto, Italie, et Isabel Penago à Madrid. Dorje a également reçu une instruction vocale de Luciano Pavarotti.
Dorje a maintenu une connexion avec le Tibet. Le 11 septembre 2003, il a chanté au service interconfessionnel du Dalaï Lama à la Cathédrale nationale de Washington, et l'année suivante lors d'un concert pour la liberté du Tibet à Amsterdam le 13 mars 2004, en commémoration du soulèvement tibétain de 1959. 
En 2005, Dorje placé dans des concours de chant internationaux à Barcelone et Florence, et a remporté la médaille d'or à Florence. En 2006, il remporte le premier prix avec une interprétation de La Fanciulla del West dans le Bel canto, division d'outre-mer européen Concours de chant chinois, à Paris en France.
En 2008, alors qu'il étudiait à South Cheshire College en Grande-Bretagne, Dorje a battu 7.000 autres concurrents pour atteindre les auditions finales pour le programme de recherche de talent britannique, The X Factor,. En 2009, la compétition sous son nom chinois Qu'Yuan , il a remporté la médaille d'or au Bel Canto à un Concours International de Chant chinois parrainé par New Tang Dynasty Television à New York.